# Yên Phong, Yên Định
Yên Phong là một xã thuộc huyện Yên Định, tỉnh Thanh Hóa, Việt Nam.
Xã Yên Phong có diện tích 6,6 km², dân số năm 1999 là 5769 người, mật độ dân số đạt 874 người/km².